# Ernest Shonekan
Ernest Adegunle Oladeinde Shonekan (Lagos, 9 de maio de 1936 — Lekki, 11 de janeiro de 2022) foi um empresário, advogado e político nigeriano que serviu interinamente como presidente da Nigéria entre 26 de agosto de 1993 e 17 de novembro de 1993.
Shonekan morreu em 11 de janeiro de 2022, aos 85 anos de idade.

## Carreira profissional
Em 1964, entrou para a UAC, que viria a mandá-lo para Harvard Business School. Alguns anos depois de ingressar na empresa, ele foi promovido para o cargo de consultor jurídico adjunto, logo entrando para o conselho. Em 1980, foi feito presidente e Chefe do Executivo da UAC, tornando-se controlador da maior empresa controladora da África Subsaariana.